# Belgische Zaalvoetbalbond
De Belgische Zaalvoetbalbond (BZVB) (Frans: Association Belge de Foot en Salle (ABFS)) is een Belgische sportfederatie die zaalvoetbal inricht.

## Geschiedenis
Zaalvoetbal in België werd officieel ingericht vanaf 1968 in Vlaanderen. In 1976 werd dit ook nationaal. Na de culturele decreten van 1978 kreeg de bond zijn huidige vorm, met de BZVB als overkoepelende nationaal orgaan, erkend door het BOIC. Daaronder heeft men de twee regionale vleugels, de Vlaamse Zaalvoetbalbond (VZVB) en de Ligue Francophone de Football en Salle (LFFS), erkend door ADEPS. Sinds 2022 is de BZVB is lid van de Association des Fédérations Européennes de Futbol de Salon (AFEFS)  op Europees vlak en de Asociacion Mundial de Futsal  (AMF) op internationaal vlak.
In 1991 scheurden zo'n 25.000 leden (1200 clubs) zich af van de BZVB en gingen onder de vleugels van de KBVB verder. Sindsdien richt de KBVB een eigen zaalvoetbalcompetitie en bekerkampioenschap in, evenals de BZVB.
Elk jaar wordt de Bronzen Pantoffel uitgereikt. Dit is de prijs voor de beste speler van het jaar in de Belgische zaalvoetbalcompetitie.

## Competities
- Beker van België (dames en heren)
- Supercup (dames en heren)
- Nationale Beloftenfinale
- Nationale Damesfinale
- Nationale Jeugdfinales

Heren:
- 1ste Divisie
- 2de Divisie A en B
- 3de Divisie A, B en C

## Nationale ploeg
De nationale herenploeg treedt aan in de tornooien van AFEFS en AMF.
De selectie werd tweemaal Europees kampioen, in 2012 en 2018. In 2010 en 2014 eindigden ze op de tweede plaats.
In 1989 en 2015 werd de vierde plaats behaald op het WK. In 2007 werd de kwartfinale gespeeld.
In 2023 werd een nationale damesploeg opgericht. In november dat jaar werd meteen al een tweede plaats behaald op het E.K. Dames A.M.F. in Spanje.